# Birmingham (Schiff, 1937)

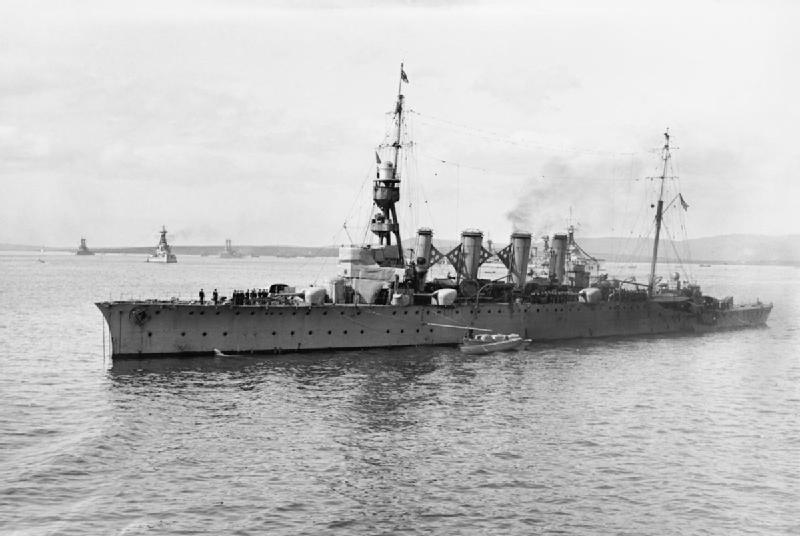
Die Birmingham von 1913

Die zweite Birmingham (C19) der britischen Royal Navy war ein Kreuzer der Southampton-Unterklasse der Town-Klasse, der von 1939 bis 1959 bei der Royal Navy eingesetzt wurde. Den Namen hatte zuvor von 1913 bis 1931 der Kreuzer Birmingham der alten Town-Klasse geführt, der im Ersten Weltkrieg an den Gefechten bei Helgoland, an der Doggerbank und am Skagerrak beteiligt war.
Das Design der Kreuzer der Town-Klasse war von den Bestimmungen der Londoner Flottenkonferenz von 1930 beeinflusst. Demnach war die Zahl der Schweren Kreuzer limitiert, und Leichte Kreuzer durften eine Hauptbewaffnung von höchstens 6,1 Zoll (15,5 cm) Kaliber tragen. Alle drei Unterzeichnerstaaten des Londoner Flottenvertrags von 1930 (Großbritannien, Japan, USA) versuchten in der Folge, Leichte Kreuzer zu bauen, die Schweren Kreuzern an Größe und Kampfkraft gleichkamen, indem sie die Zahl der Geschütze erhöhten und damit das geringere Kaliber auszugleichen versuchten.

## Technische Daten
Die Birmingham wurde am 18. Juli 1935 bei der Königlichen Werft in Devonport auf Kiel gelegt, am 1. September 1936 von Stapel gelassen und am 18. November 1937 als fünftes Schiff der Klasse in Dienst gestellt. Bei 180,2 m Länge, 18,8 m Breite und 6,2 m Tiefgang verdrängte sie 9.100 Tonnen (Standard) bzw. 11.350 Tonnen (Gefechtsgewicht). Die Besatzung zählte 748 Mann.
Die Bewaffnung bestand aus zwölf 6-Zoll-(152-mm)-Geschützen in vier Dreiertürmen, acht 4-Zoll-(102-mm)-Schnellfeuerkanonen in vier Doppellafetten, acht QF-2-Flak-Geschützen („Pom-Pom“) in zwei Vierlingslafetten, acht 0,5-Zoll-(12,7-mm)-Vickers-Maschinengewehren in Vierlingslafetten, und sechs 21-Zoll-(533-mm)-Torpedorohren in zwei Drillingssätzen. Die vier Parsons-Turbinen mit zusammen 75.000 Pferdestärken (shp) erlaubten eine Höchstgeschwindigkeit von 32 Knoten.

## Einsatzgeschichte
Die Birmingham wurde im Januar 1938 dem 5. Kreuzergeschwader (5th Cruiser Squadron) auf der China Station zugeteilt.

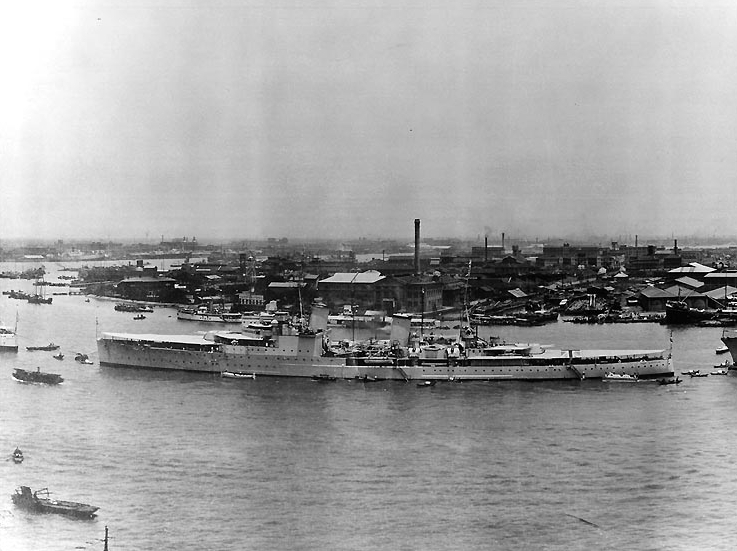
Die Birmingham 1939 in Shanghai

Bei Ausbruch des Zweiten Weltkriegs befand sich der Kreuzer mit dem Geschwaderflaggschiff Cornwall und dem Flugzeugträger Eagle in Singapur. Diese drei Schiffe liefen dann zur Überwachung des Seeverkehrs in den Indischen Ozean Richtung Ceylon aus. Die beiden anderen Kreuzer des Geschwaders (das Stationsflaggschiff Kent und die Dorsetshire) befanden sich in Hongkong bzw. Shanghai.
Zum Jahreswechsel 1939/1940 verlegte die Birmingham zu einer Überholung nach Malta, um dann im März 1940 den Dienst bei der Home Fleet aufzunehmen.

### Erste Kriegseinsätze
Der Kreuzer gehörte dann zum 18. Kreuzergeschwader, das vor der Küste Norwegens operierte, um deutsche Handelsschiffe an der Rückkehr in die Heimat zu hindern und deutsche Fischdampfer von der Nutzung dieser Seegebiete abzuhalten. Nach dem deutschen Überfall auf Norwegen geleitete die Birmingham im April mit Manchester und dem Flugabwehrkreuzer Cairo einen Geleitzug mit alliierten Truppen nach Norwegen. Am 26. April rammte sie bei einem Gefecht mit einem deutschen Vorpostenboot unbeabsichtigt den Zerstörer Arrow, der schwer beschädigt wurde und längere Zeit ausfiel. Im Mai beteiligte sich die Birmingham, wieder mit der Manchester, an der Evakuierung von 1500 Mann aus Åndalsnes. Von September bis Dezember 1940 wurde der Kreuzer dann in Großbritannien überholt.
In den ersten vier Monaten des Jahres 1941 sicherte die Birmingham vorrangig Truppentransporte um das Kap der Guten Hoffnung in den Mittleren Osten. Im Mai befand sich der Kreuzer wieder bei der Home Fleet und war an der Jagd nach dem deutschen Schlachtschiff Bismarck und dem Schweren Kreuzer Prinz Eugen beteiligt. Sie war beim Durchbruch der deutschen Schiffe schon auf ihrer Station zwischen Island und den Färöern und kam nicht direkt gegen die deutschen Schiffe zum Einsatz. Anschließend sicherte die Birmingham den Truppentransport WS-9A von Großbritannien nach Südafrika (Ankunft am 4. Juli 1941). Sie wurde dann das Flaggschiff der South American Division der Royal Navy. Während dieser Verwendung wurde sie in Simon’s Town überholt und mit Radargeräten Typen 284 und 291 sowie sieben 20-mm-Oerlikon-Kanonen ausgestattet.

### Einsätze 1942 und 1943
Im Februar 1942 wurde die Birmingham der Eastern Fleet im Indischen Ozean zugeteilt. Ab Juni 1942 wurde sie dem 4. Kreuzergeschwader der Mediterranean Fleet zugeteilt. Sie nahm dann an der Doppeloperation Vigorous und Harpoon zur Versorgung von Malta zeitgleich aus Gibraltar und Alexandria. Bei den Einsätzen im Mittelmeer wurde sie mehrfach aus der Luft angegriffen, ohne einen direkten Bombentreffer zu erhalten. Durch Nahtreffer erlitt der Kreuzer jedoch etliche Schäden.

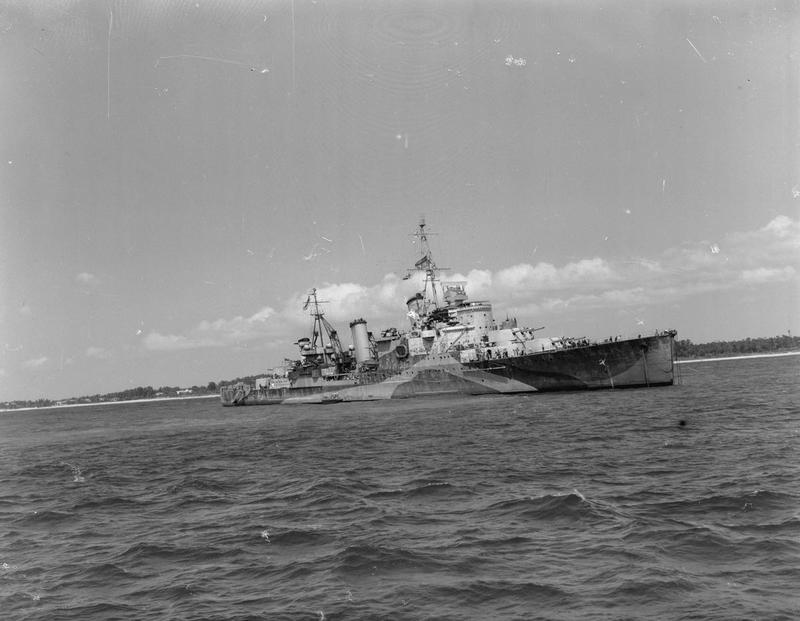
Die Birmingham vor Madagascar

Im September 1942 war der Kreuzer dann an der britischen Besetzung Madagaskars beteiligt. Von April bis Oktober 1943 wurde die Birmingham in Großbritannien überholt. Sie kehrte dann zur Eastern Fleet zurück, wurde aber auf dem Marsch ohne Sicherung durch das Mittelmeer am 28. November 1943 vom deutschen Unterseeboot U 407 vor der afrikanischen Küste torpediert. Der Kreuzer konnte Alexandria erreichen, wo er nur behelfsmäßig repariert werden konnte.
Erst im Juni 1944 konnte die Birmingham in die USA zur vollständigen Instandsetzung verlegt werden. Ende des Jahres kehrte der Kreuzer dann nach Scapa Flow zurück und verblieb bis zum Kriegsende in Europa bei der Home Fleet.

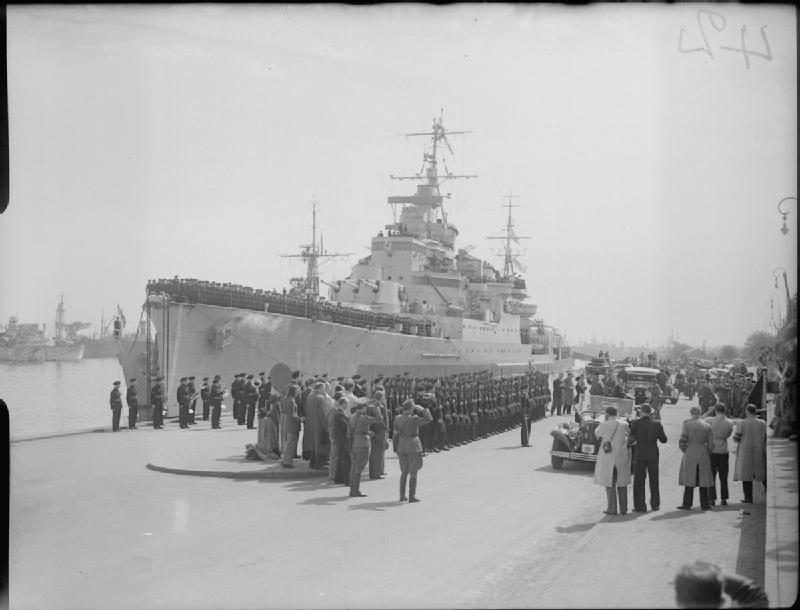
Der gerade in Kopenhagen eingetroffene Feldmarschall Montgomery passiert mit seinem Wagen die Birmingham. Auf dem Kai ist eine Ehrengarde der Royal Marines angetreten; die Besatzung des Kreuzers steht in Linie an Deck.

### Das Kriegsende
Im Mai 1945 erreichten dann die Kreuzer Birmingham und Dido mit vier Zerstörern durch das Skagerrak am 9.  Kopenhagen, wo sie die letzten einsatzfähigen deutschen Kreuzer (Prinz Eugen und Nürnberg) besetzten. Am 13. Mai 1945 wurde die Birmingham in Kopenhagen als Flaggschiff von der aus Oslo kommenden Devonshire abgelöst, verblieb aber noch bis zum 20. Mai 1945 in der dänischen Hauptstadt.

## Nachkriegskarriere
1948 kam die Birmingham zum britischen South Atlantic Command und wechselte dann von 1949 bis 1950 zum 4. Kreuzergeschwader bei der East Indies Fleet. Anschließend wurde das Schiff bis 1952 nochmals modernisiert, erhielt eine neue Brücke, einen Gittermast und zu Teilen eine Klimaanlage. Für die Feuerleitung der 102-mm-Flak wurden zwei neue Leitstände auf den Ecken des ehemaligen Flugzeughangar aufgestellt. Für eine weitergehende Modernisierung wurde das Schiff als zu alt befunden. Die modernisierte Birmingham verlegte dann nach Ostasien zum 5. Kreuzergeschwader. Dort nahm sie mit der Newcastle dann am Koreakrieg teil und unterstützte die Landtruppen mit über 1000 Schuss ihrer 152-mm-Kanonen. Auch unterstützte sie amerikanische Einheiten bei der Evakuierung von Inseln an der koreanischen Nordwestküste. Im Juni 1954 kehrte der Kreuzer aus dem Fernen Osten in die Heimat zurück.
Von 1955 bis 1959 diente die Birmingham erneut bei der Mittelmeerflotte meist als Flaggschiff des 1. Kreuzergeschwaders. Sie wirkte an zwei Filmen mit, darunter Battle of the River Plate. Im Juni 1957 war sie mit sechs weiteren Kriegsschiffen an Übungen vor türkischen Häfen am Schwarzen Meer beteiligt, was zu heftigen Protesten der Sowjetunion führte. Zum Ende ihrer Dienstzeit kollidierte die Birmingham noch im Mai 1959 vor Malta mit dem Zerstörer Delight. Bei der Inspektion der Schäden im Rumpf der Birmingham starben zwei Mitglieder der Besatzung.
Am 3. Dezember 1959 wurde der Leichte Kreuzer Birmingham in der Marinebasis Devonport außer Dienst gestellt. Das Schiff wurde zum Abbruch verkauft, der im September 1960 bei Ward, in Inverkeithing begann.

### Erneute Namensverwendung
Von 1976 bis 1999 diente ein Zerstörer vom Typ 42 als Birmingham in der Royal Navy.

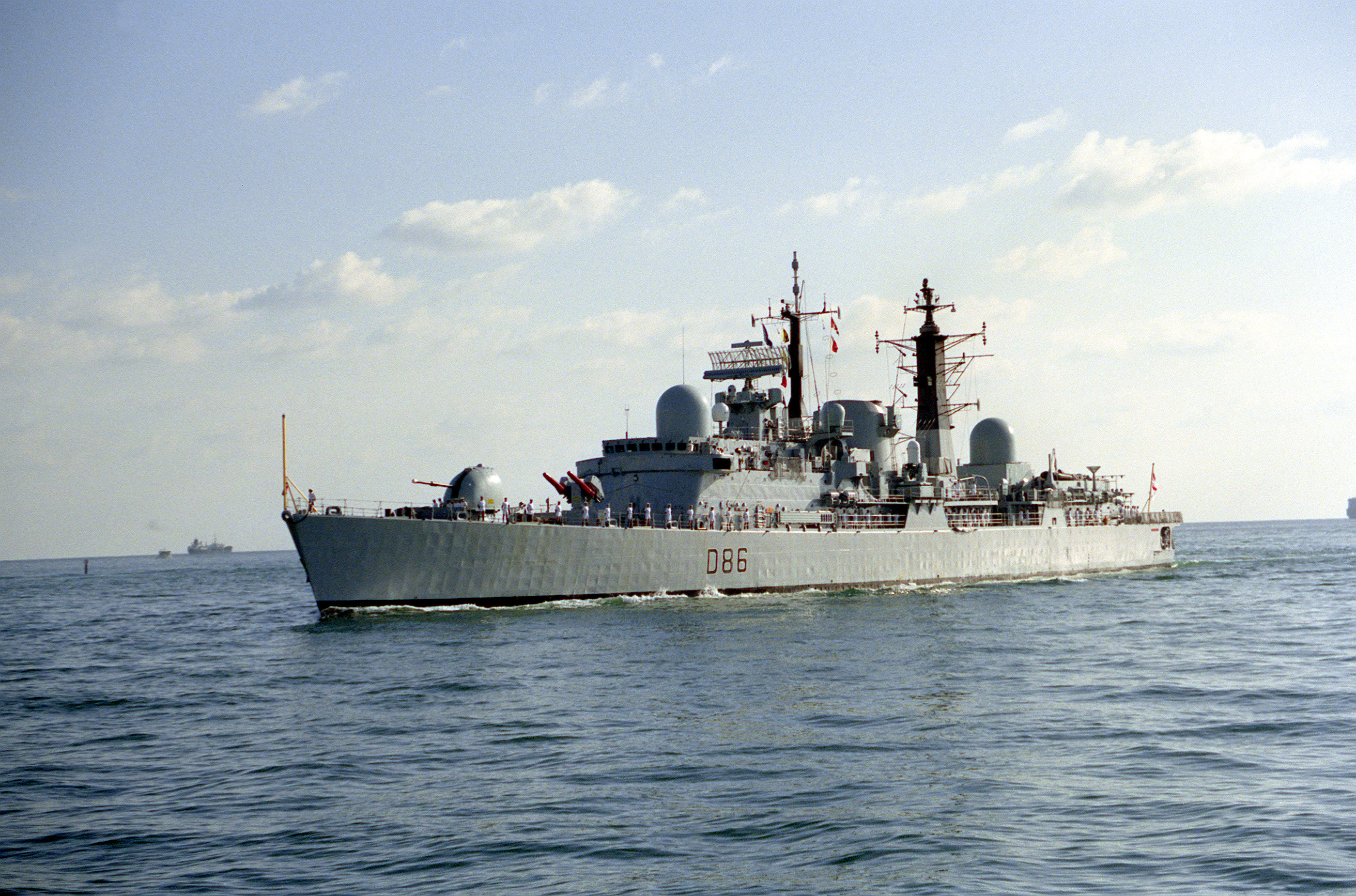
Die nächste Birmingham der RN 1993